# Инилчек
Ледникът Инилчек или още Енгилчек според киркизското произношение (на киргизки: Эңилчек; на руски: Иныльчек, също и Энильчек) се намира в Централен Тяншан и е най-големият ледник в Тяншан. Разположен е в Исъккулска област, североизточен Киргизстан. Неговият език достига 50 км източно от село Инилчек и до около 2900 м надморска височина.
Ледникът  се състои от два ръкава: Северен и Южен. Те се разполагат в най-високия дял на Централен Тяншан. Горната част на ледника е на територията на три страни – Казахстан, Китай (Синдзян-уйгурски автономен регион) и Киргизстан. В долната си част, на височина около 3300 m северният и южният ледник се сливат, като дават началото на река Инилчек.

## Северният ледник Инилчек
е с дължина 38,2 km и площ около 203 кв. км. Разположен от северната страна на масива Хан Тенгри, с най-висок връх Хан Тенгри (7010 m). Горната част на ледника попада в територията на Казахстан, а в долната си част, на около 3400 m н.в., завършва с подледниковото езеро Мерцбахер, като образува ледена стена, чрез която се свързва с Южен Инилчек. В края на лятото тази ледена стена се разрушава и в рамките на седмица езерото почти напълно изтича към Южния ледник. Дебитът на изпразването може да надвиши и 1000 m3/s. Захранването на ледника е от височина 7000 m, фирновата линия е на 4750 m, а долният му край завършва на 3400 m н.в.

## Южният ледник Инилчек
е с дължина около 60,5 km, площ 567 кв. км. и дебелина в главния ствол около 150 – 200 метра. Той се нарежда на шесто място по дължина сред ледниците извън полярните области. Също така е най-големият и най-бързо движещият се ледник в Киргизстан. Разположен е между масива Хан Тенгри на север и масива Какшаал Тоо с най-висок връх Дженгиш Чокусу (старо име – Пик Победа), 7439 m на юг. Захранването на ледника е от височина над 7000 m, фирновата линия е на 4580 m, а долният му край достига до 2920 m. Южен Инилчек приема 78 странични притоци – ледници, като най-значими са ледникът Звьоздочка (спуска се от Пик Победа), ледникът Дружба (спуска се от вр. Военни топографи, вис. 6873 m, на китайската граница), ледниците Дикий и Пролетарски турист, както и още по-ниско разположеният от тях ледник Комсомолец, който се влива в основния на около 3800 m н.в. Повечето ледникови притоци се стичат по северния склон на хребета Какшаал Тоо. Долните 14 km от Южен Инилчек са покрити с морени.
Южният ледник се използва за място на базови лагери за атака на високите върхове в района, като има изграден и постояннодействащ базов лагер, предлагащ нощувки и храна за алпинистите.

## Оттичане на ледника
Разтопената вода от ледника (след сливането на двата ръкава) дава началото на река Инилчек (62 км), която е приток на река Аксу. Тя пресича китайската граница и се влива като ляв приток в река Тарим, протичаща през Таримската котловина към безотточното езеро Лоп Нур.

## Топографски карти
- Лист от карта K-44-64 пер. Тюз. Мащаб: 1 : 100 000. Укажете датата на издаване/състоянието на местността. Долната част на ледника
- Лист от карта K-44-65 пик Победы. Мащаб: 1 : 100 000. Укажете датата на издаване/състоянието на местността. Горната част на ледника